# Achille et Déidamie
 (septembre 2022).
Si vous disposez d'ouvrages ou d'articles de référence ou si vous connaissez des sites web de qualité traitant du thème abordé ici, merci de compléter l'article en donnant les références utiles à sa vérifiabilité et en les liant à la section « Notes et références ».
Achille et Déidamie est une tragédie lyrique en cinq actes et un prologue composée par André Campra sur un livret d'Antoine Danchet, représentée la première fois le 24 février 1735 à l'Académie royale de musique.

## Historique
Cette pièce fut un échec. Le livret a été écrit par Antoine Danchet et ce dernier l'a dédié à Lully et Quinault. Il n'y eut que huit représentations, la dernière le 8 mars 1735, et pas de reprise.
L'âge avancé d'André Campra (75 ans), et du librettiste (64 ans) fit dire à Roy : « Achille et Deidamie ! Peste ! ce ne sont pas là des jeux d'enfants ! »
Le Mercure convenait : cette tragédie est élégamment versifiée, et la musique est remplie de ce beau feu qui, jusqu'ici, n'a cédé qu'au grand Lully.
Mais on jugea que le sujet est tellement noyé dans les divertissements que personne n'a voulu l'honorer du nom de tragédie.
Quant à l'abbé Desfontaines, il constatait que tous les Achilles chantants ont eu un destin malheureux.
Le 11 mars, Carolet donna à l'Opéra-Comique une parodie sous le titre Le Racolleur. Une parodie de Boissy, du même nom, en un acte de prose et vaudevilles, fut aussi jouée avec succès au Théâtre des Italiens, par Riccoboni fils et Romagnesi, le 14 mars 1735. Achille y était travesti en gardeur de cochons, Thétis en poissarde de la Halle, Ulysse en racoleur qui engage le jeune Achille.
Les 14 et 16 mars, Achille et Déidamie fut exécutée aux Concerts de la Reine.

## Distribution
| Rôles                           | Tessiture    | Première, le 24 février 1735 |
| ------------------------------- | ------------ | ---------------------------- |
| La Gloire                       | Dessus       | Mlle Eremans                 |
| Melpomène                       | Dessus       | Mlle Julie                   |
| L'Amour                         | Dessus       | Mlle Delorge                 |
| Apollon                         | Taille       | Cugnier                      |
| Achille, sous le nom de Polemon | Basse-taille | Chassé                       |
| Déidamie                        | Dessus       | Mlle Le Maure                |
| Ulysse                          | Haute-contre | Tribou                       |
| Lycomède                        | Basse-taille | Dun                          |
| Thétis                          | Dessus       | Mlle Antier                  |
| Les Sirènes                     | Dessus       | Mlles Fel, Dun et Monville   |

## Argument
Thétis a caché son fils Achille parmi les bergers, espérant qu'il échappera au destin glorieux, mais violent et bref, qui lui est promis. Achille, qui ignore sa véritable origine, ne rêve que de gloire ; d'autre part, il aime Déidamie, et est aimé d'elle. Malgré l'opposition de Thétis, Ulysse vient chercher Achille à qui il révèle son identité et sa destinée. Thétis et Déidamie tentent de retenir Achille, mais Minerve et Bellone soutiennent Ulysse et font pression sur Achille. Déidamie supplie, Thétis menace : elle finit par déclencher une tempête, que seule l'intervention de Mercure peut apaiser. Finalement la gloire l'emporte, Achille obéit à son destin.